# Luigi Bairo
Luigi Bairo (Cirié, 28 aprile 1962) è uno scrittore italiano.
Da anni si occupa soprattutto di tematiche ambientali e in particolare della diffusione della cosiddetta filosofia della bicicletta. Il suo libro d'esordio Bici e Libertà. L'arte del viaggio in bicicletta viene pubblicato nel (1997) nella collana Millelire dell'editrice Stampa Alternativa.
Oltre a testi e resoconti di viaggio, ha pubblicato libri di argomento pedagogico: Mi hanno allevato gli Indiani (2003), ispirato al testo Childhood in an Indian village del filosofo nativo canadese della nazione Odawa Wilfred Pelletier,  e Capitan Nuvola (2001), entrambi in collaborazione con il poeta e pedagogista Gianni Milano.
Libri di narrativa per ragazzi: John Arp e la tinca volante, un thriller ispirato a Le tentazioni di Sant'Antonio di Hieronymus Bosch (2002) e il romanzo di fantascienza Tod giocattolo ribelle (2003). Nel 2011 ha pubblicato  Novecento piemontese. Storie di sconosciuti illustri dalla provincia torinese per la casa editrice torinese Ananke. 
Dal 2005 collabora con il settimanale del Canavese Il Risveglio. Dal 2018 è autore per la rivista Canaveis.

## Opere
- Bici e Libertà (1997), Millelire Stampa Alternativa, Viterbo.
- Lisbona elettrica, (1998) Millelire Stampa Alternativa, Viterbo.
- Bella bici (2000) Stampa Alternativa, Viterbo.
- Praga, il Golem e altri demoni (2001), Millelire Stampa Alternativa, Viterbo.
- Capitan Nuvola. Abecedario Libertario, (2001), Stampa Alternativa, Viterbo, scritto insieme a Gianni Milano.
- John Arp e la tinca volante, (2002), Edizioni d'If, Napoli.
- Mi hanno allevato gli Indiani, (2003), Edizioni Sonda, Casale Monferrato, scritto insieme a Gianni Milano.
- Tod, giocattolo ribelle, (2003), Edizioni d'If, Napoli.
- Bici Ribelle. Percorsi di fantasia, resistenza e libertà, (2010),  Stampa Alternativa, Collana Ecoalfabeto, ISBN 978-88-6222-111-5
- Novecento piemontese. Storie di sconosciuti illustri dalla provincia torinese, Ananke, 2011, ISBN 978-88-7325-407-2